# Verwaltungsgemeinschaft Uttenreuth
In der Verwaltungsgemeinschaft Uttenreuth im mittelfränkischen Landkreis Erlangen-Höchstadt haben sich 1978 die vier Gemeinden Buckenhof, Marloffstein, Spardorf und Uttenreuth zusammengeschlossen zur Erledigung ihrer Verwaltungsgeschäfte.

## Die vier Gemeinden
| Gemeinde                | Einwohner | Fläche    | EW/km² |
| ----------------------- | --------- | --------- | ------ |
| Buckenhof               | 3251      | 1,39 km²  | 2231   |
| Marloffstein            | 1555      | 6,62 km²  | 233    |
| Spardorf                | 2232      | 3,22 km²  | 693    |
| Uttenreuth              | 5007      | 5,95 km²  | 848    |
| Verwaltungsgemeinschaft | 11.919    | 17,18 km² | 694    |

## Politik
Gegründet wurde die Verwaltungsgemeinschaft im Jahre 1978, Sitz ist Uttenreuth.
Jede Gemeinde hat einen eigenen Gemeinderat und Bürgermeister.
Geführt wird die Verwaltungsgemeinschaft vom Vorsitzenden der Gemeinschaftsversammlung, der alle sechs Jahre zusammen mit den Bürgermeistern gewählt wird:
| Vorsitz       | von  | bis   | Gemeinde  |
| ------------- | ---- | ----- | --------- |
| Astrid Kaiser | 2020 | heute | Buckenhof |
| Georg Förster | 1990 | 2020  | Buckenhof |

Die 4 Gemeinden sind auch Mitglied im Abwasserverband Schwabachtal.

## Ortschaften und Gemeindeteile
| Gemeinde                | Ortsteile          | Einwohner | Fläche    | EW/km² |
| ----------------------- | ------------------ | --------- | --------- | ------ |
| Buckenhof               | -                  | 3251      | 1,39 km²  | 2231   |
| Marloffstein            | Adlitz             |           |           |        |
| Marloffstein            | Atzelsberg         |           |           |        |
| Marloffstein            | Marloffstein       |           |           |        |
| Marloffstein            | Rathsberg          |           |           |        |
| Marloffstein            | Schneckenhof       |           |           |        |
| Marloffstein            | Wunderburg         |           |           |        |
| Spardorf                | -                  | 2232      | 3,22 km²  | 693    |
| Uttenreuth              | Eggenhof           |           |           |        |
| Uttenreuth              | Habernhofermühle   |           |           |        |
| Uttenreuth              | Langenbruckermühle |           |           |        |
| Uttenreuth              | Uttenreuth         |           |           |        |
| Uttenreuth              | Weiher             |           |           |        |
| Uttenreuth              | Weißenberg         |           |           |        |
| Verwaltungsgemeinschaft | 14 Orte            | 11.919    | 17,18 km² | 694    |